# Stephan Willer

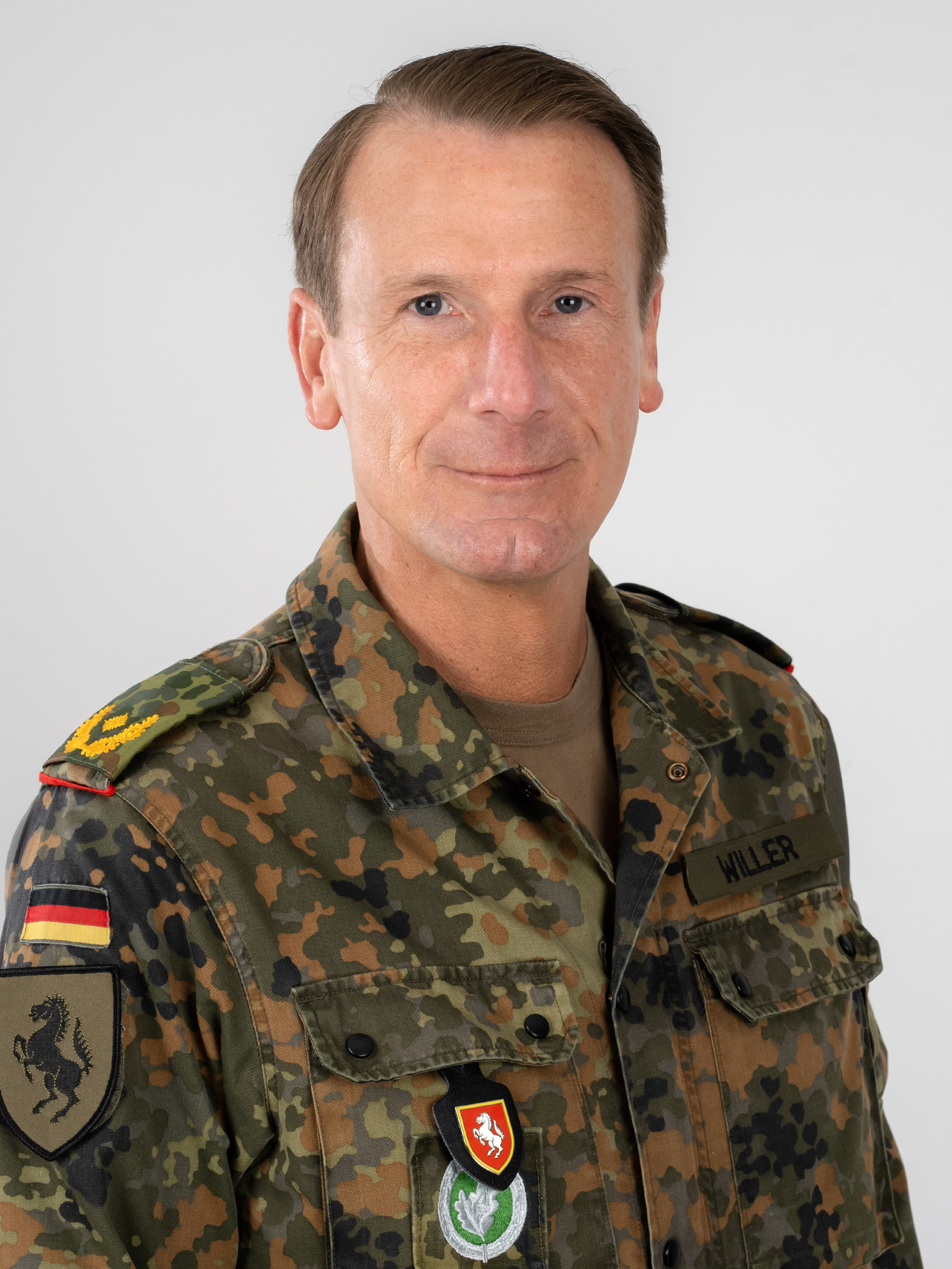
Brigadegeneral Stephan Willer als Kommandeur der Panzerbrigade 21.

Stephan Willer (* 5. Juni 1970 in Burg auf Fehmarn) ist ein Brigadegeneral des Heeres der Bundeswehr und seit August 2024 Kommandeur der Offizierschule des Heeres.

## Leben

### Ausbildung und erste Verwendungen
Willer trat im Juli 1990 als Offizieranwärter der Artillerietruppe bei der 3. Batterie des Beobachtungsbataillons 63 in der Hanseaten-Kaserne in Itzehoe in die Bundeswehr ein und durchlief bis 1993 die Offizierausbildung zum Offizier des Truppendienstes. Von 1993 bis September 1994 war er im Rahmen seiner Offizierausbildung stellvertretender Zugführer und Zugführer in der Allgemeinen Grundausbildung und Schallmess-Zugführer in der 2. Batterie des Beobachtungsbataillons 61 in der Dithmarsen-Kaserne in Albersdorf.
Von Oktober 1994 bis März 1998 studierte Willer Pädagogik an der Universität der Bundeswehr Hamburg. In seiner ersten Verwendung nach dem Studium wurde er ab April 1998 Luftbild- und Einsatzleitzugführer in der selbständigen Drohnenbatterie 6 in der Rantzau-Kaserne in Boostedt. 2000 wurde Willer bis 2004 Batteriechef der 2. Batterie des Panzerartilleriebataillons 2 in der Blücher-Kaserne in Hessisch Lichtenau. Von April bis September 2004 nahm Willer an einer Sprachausbildung am Bundessprachenamt in Hürth teil und besuchte von Oktober 2004 bis September 2006 den 1. Generalstabslehrgang National Streitkräfte an der Führungsakademie der Bundeswehr in Hamburg, wo er zum Offizier im Generalstabsdienst ausgebildet wurde.

### Dienst als Stabsoffizier
Im Oktober 2006 wurde Willer G3-Stabsoffizier (Ausbildung und Übung) im Stab der Panzergrenadierbrigade 41 in der Ferdinand-von-Schill-Kaserne in Torgelow. Dabei vertrat er von August 2007 bis April 2008 den Chef des Stabes und von November 2007 bis März 2008 den Kommandeur Brigadeeinheiten. Anschließend wurde er im Oktober 2008 G1-Operationsstabsoffizier (Personal) im Heeresführungskommando in der Falckenstein-Kaserne in Koblenz. Im Oktober 2009 wechselte Willer als Referent für personelle Grundsatzforderungen in das Referat I 1 im Führungsstab des Heeres im Bundesministerium der Verteidigung auf der Hardthöhe in Bonn. 2011 folgte eine erneute Verwendung im Heeresführungskommando, diesmal als G3-Stabsoffizier.
Am 30. Mai 2012 übernahm Willer das Kommando über das Panzerartillerielehrbataillon 325 in der Hindenburg-Kaserne in Munster. 2014 wechselte er erneut in das Bundesministerium der Verteidigung nach Bonn. Dort wurde er Referent und Arbeitsbereichsleiter Heer im Referat II 2 der Abteilung Personal. 2015 wurde Willer stellvertretender Adjutant und Adjutant beim Generalinspekteur der Bundeswehr im Bundesministerium der Verteidigung im Bendlerblock in Berlin. Anschließend erfolgte 2017 die Versetzung nach Brüssel in Belgien, wo er Gruppen- und Dezernatsleiter für NATO-Grundsatzthemen beim Deutschen Militärischen Vertreter im Militärausschuss der NATO und der Europäischen Union wurde. 2018 folgte eine Verwendung im Bundesministerium der Verteidigung in Bonn als Referatsleiter II 2 der Abteilung Personal.

### Dienst als General
Im Juli 2020 übernahm Willer das Kommando über die Panzerbrigade 21 „Lipperland“ in der Generalfeldmarschall-Rommel-Kaserne in Augustdorf. Auf diesem Dienstposten wurde er am 25. März 2021 zum Brigadegeneral ernannt. Im Februar 2023 übergab Willer das Kommando über die Brigade an den damaligen Oberst Marco Eggert. Von April 2023 bis August 2024 war er Direktor der Ausbildungs- und Entwicklungsabteilung der NATO-Mission im Irak.

### Auslandseinsätze
Willer nahm an folgenden Auslandseinsätzen der Bundeswehr teil:
- Juli und August 1999: Nachkommandoführer Drohnenbatterie KFOR in Tetovo, heutiges Nordmazedonien
- Mai bis November 2003: Verbindungsoffizier und stellvertretender Batteriechef der Aufklärungsbatterie KFOR in Prizren, Kosovo
- November 2011 bis März 2012: Leiter Joint Fire Support Coordination Group (JFSCG) Regionalkommando Nord und Artillerieführer 27. Deutsches Einsatzkontingent der International Security Assistance Force (ISAF) in Masar-e Scharif, Afghanistan
- April 2023 bis April 2024: Direktor der Ausbildungs- und Entwicklungsabteilung der NATO-Mission im Irak[3]

## Privates
Willer ist verheiratet und hat zwei Kinder.